# انگشت‌دراز سخت‌برگ

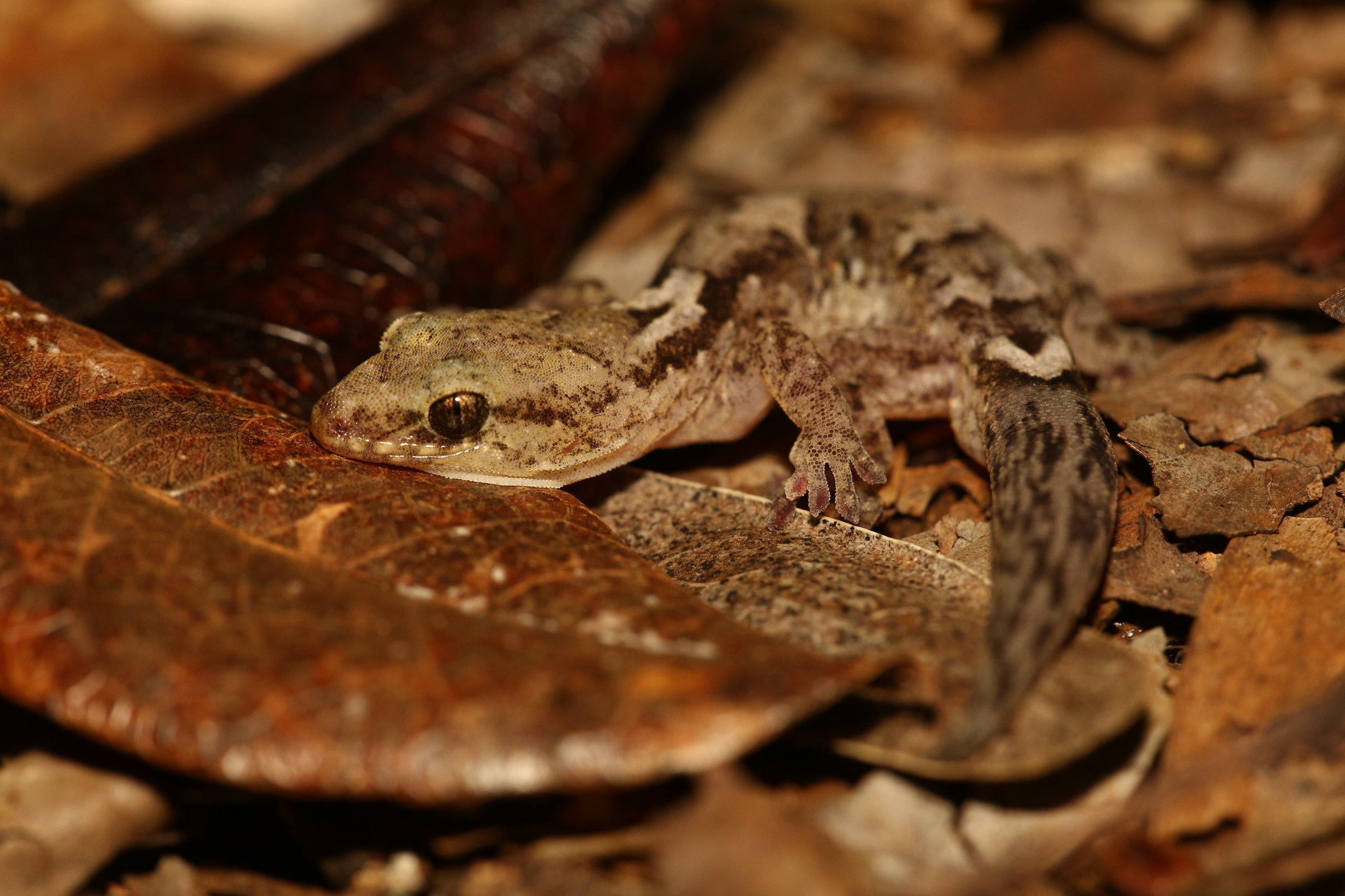
Bavayia exsuccida

انگشت‌دراز سخت‌برگ (نام علمی: Bavayia exsuccida) نام یک گونه از سرده گکوهای کالدونیای جدید است.